# Melanagromyza veroniana
Melanagromyza veroniana este o specie de muște din genul Melanagromyza, familia Agromyzidae, descrisă de Steyskal în anul 1980.
Este endemică în District of Columbia. Conform Catalogue of Life specia Melanagromyza veroniana nu are subspecii cunoscute.